# Saúl Rivero
Saúl Lorenzo Rivero Rocha (Montevideo, 23 luglio 1954 – 2 luglio 2022) è stato un calciatore uruguaiano, di ruolo centrocampista.

## Carriera

### Club
Ha giocato nella massima serie dei campionati uruguaiano, messicano ed australiano.

### Nazionale
Dal 1972 al 1976 ha giocato 11 partite con nazionale uruguaiana, prendendo parte alla Copa América 1975.

## Palmarès

### Club

#### Competizioni nazionali
- Campionato uruguaiano: 3

Peñarol: 1979, 1981, 1982
- Liguilla Pre-Libertadores de América: 1

Peñarol: 1980

#### Competizioni internazionali
- CONCACAF Champions' Cup: 1

Atlético Español: 1975
- Coppa Libertadores: 1

Peñarol: 1982
- Coppa Intercontinentale: 1

Peñarol: 1982